# Pseudencyrtus eupelmoides
Pseudencyrtus eupelmoides is een vliesvleugelig insect uit de familie Encyrtidae. De wetenschappelijke naam is voor het eerst geldig gepubliceerd in 1848 door Ratzeburg.